# INXS (album)
INXS – pierwszy album studyjny australijskiego zespołu rockowego INXS. Wydany w Australii 13 października 1980 roku przez wytwórnię Deluxe Records.

## Lista utworów
1. "On A Bus" (3:49)
2. "Doctor" (2:36)
3. "Just Keep Walking" (2:43)
4. "Learn To Smile" (4:55)
5. "Jumping" (3:21)
6. "In Vain" (4:37)
7. "Roller Skating" (2:46)
8. "Body Language" (2:04)
9. "Newsreel Babies" (2:41)
10. "Wishy Washy" (3:51)

## Single
1. "Just Keep Walking"

## Teledyski
1. "Just Keep Walking"